# Saint-Clémentin
Saint-Clémentin è un ex comune francese di 549 abitanti situato nel dipartimento delle Deux-Sèvres nella regione dell'Aquitania-Limosino-Poitou-Charentes. Il 1º gennaio 2013 si è fuso con il comune di Voultegon per formare il nuovo comune di Voulmentin.

## Società

### Evoluzione demografica
Abitanti censiti